# 耶龙·德伊斯特
耶龙·德伊斯特（荷蘭語：Jeroen Duyster，1966年8月27日—），荷兰男子赛艇运动员。他曾代表荷兰参加1996年夏季奥林匹克运动会赛艇比赛，获得男子八人单桨有舵手金牌。